# Aptesis erratica
Aptesis erratica là một loài tò vò trong họ Ichneumonidae.